# Книга Исход
Книга Исхо́д (ивр. שְׁמוֹת‎, šᵊmōθ, Шемот, совр. произн. Шмот, — «Имена»; лат. Exodus; др.-греч. Ἔξοδος; тж. Вторая книга Моисея) — вторая книга Пятикнижия (Торы), Ветхого Завета и всей Библии. В Талмуде встречается название «Хомеш шени» (букв. «Вторая пятина») или «Сефер а-шени» («Вторая книга»), поскольку она следует за книгой Бытия. В средневековых источниках иногда также называется «Сефер йециат Мицраим» («Книга Исхода из Египта»). Книга описывает период времени от начала порабощения евреев в Египте фараоном, «не знавшим Иосифа» (1:8), до первого месяца второго года по Исходу их из Египта (40:17). Состоит из 40 глав.

## Содержание книги
Книга Исход следует за книгой Бытие, которая завершается повествованием о переселении праотцов еврейского народа в Египет. В книге Исход излагается священная история ухода еврейского народа из Египта: от начала притеснений потомков Иакова до сооружения и освящения походного храма — Скинии.
Содержание книги Исход может быть разделено на три части:
1. Первая после краткого вступления (Исх. 1:1—7), связывающего повествование Книги Исход с Книгой Бытие, рассказывает об освобождении еврейского народа из египетского рабства (Исх. 1:8 — 13:16);
2. Вторая излагает историю путешествия евреев до горы Синай (Исх. 13:17 — 18:27);
3. Третья повествует о заключении и обновлении Завета Бога с избранным народом (Исх. 19:1 — 40:38).

### Рождение Моисея (главы 1—4)
Со времени переселения израильтян в Египет прошло 430 лет. Отношение Египетской власти к переселенцам изменилось: «восстал в Египте новый царь, который не знал Иосифа». Фараон, опасаясь увеличения численности израильтян, приказывает изнурять их тяжёлыми работами. Позднее он приказывает убивать всех еврейских новорождённых мальчиков. Одна израильтянка из племени Леви, чтобы спасти своего сына, помещает его в корзину из тростника и оставляет у берега Нила. Его находит дочь фараона, усыновляет и даёт ему имя Моисей.
Моисей растёт среди египтян. Убив однажды египтянина, который избивал еврея, он вынужден бежать из Египта в землю Мадианитян. У горы Хорив ему в пламени несгорающего куста (неопалимая купина) явился Бог, который открыл своё имя (Яхве) и повелел Моисею вернуться в Египет, чтобы вывести оттуда своих братьев из плена рабства и предать их служению открывшемуся ему Богу.

### Десять казней египетских (главы 5—13)
Вернувшись в Египет, Моисей именем Бога требует у фараона отпустить его народ, демонстрируя чудеса, призванные убедить фараона и его приближённых в божественности его предназначения. Эти чудеса получили название 10 казней египетских из-за того, что каждое продемонстрированное Моисеем чудо сопровождалось бедствиями для египтян.
Последнее из этих чудес, отмечаемое в празднике Песах — смерть всех египетских первенцев и спасение первенцев израилевых, ознаменовало начало самого Исхода. Евреи покидают свои дома и, следуя за Моисеем, направляются в землю обетованную.

### Переход через Чермное море (главы 13—15)
Между тем фараон изменил своё решение и с армией погнался за израильтянами, рассчитывая вновь их поработить. Армия фараона настигла евреев у Чермного моря. По воле Бога воды моря расступились, и израильтяне прошли по дну, после чего воды сомкнулись, уничтожив армию египтян. (Исх. 14:28). После такого спасения народ торжественно отпраздновал это великое событие хвалебной песней Богу. Затем евреи двинулись к горе Синай, где им был дан закон и где был заключён завет между Богом и избранным народом.

### Синайское Откровение (главы 19—20)
Приблизительно через пятьдесят дней после того, как евреи покинули Египет, Бог дал избранному народу десять заповедей. Согласно библейскому тексту, заповеди, написанные на каменных пластинах (Скрижали Завета), были переданы самим Богом Моисею на горе Синай.
Согласно книге Исход, Синай стоял в огне, окутанный густым дымом, земля дрожала, гремел гром, блестела молния, и в шуме разбушевавшейся стихии, покрывая его, раздавался голос Божий, произносивший заповеди.

## Разделение книги нанедельные главыв иудаизме
1. Шмот (1:1 — 6:1)
2. Ваэра (6:2 — 9:35)
3. Бо (10:1 — 13:16)
4. Бешалах (13:17 — 17:16)
5. Итро (18:1 — 20:26)
6. Мишпатим (21:1 — 24:18)
7. Трума (25:1 — 27:19)
8. Тецаве (27:20 — 30:10)
9. Тиса (30:11 — 34:35)
10. Ваякель (35:1 — 38:20)
11. Пкудей (38:21 — 40:38)

## Происхождение книги
Христианство и иудаизм традиционно приписывали авторство «Исхода», как и всего Пятикнижия в целом, Моисею (при этом считая эту книгу богодухновенной). Однако с эпохи Нового времени на основе изучения разночтений, противоречий, повторов и прочих особенностей «Пятикнижия», было высказано множество сомнений в авторстве Моисея.
Так, исследователи Библии, принадлежащие к направлению библейской критики, сходятся во мнении, что книга Исход составлена из различных источников. Однако единого мнения о количестве источников, их идентификации и времени объединения в единый текст нет.
В соответствии с документальной гипотезой, в составе Исхода выделяют три больших источника: Яхвист, Элохист и жреческий кодекс. Два первых названы по используемому ими имени Бога. Яхвист называет Бога Яхве, в Элохисте Бог назван Элохим до того момента, когда Бог открывает своё имя Моисею.
К меньшим источникам книги относят также песнь моря (Исх. 15:1—19), перечень десяти заповедей и свод законов завета (Исх. 21—24). Песнь моря обычно рассматривается как наиболее древний источник в составе Исхода.
Из трех главных источников Яхвист рассматривается как наиболее ранний. По оценкам библеистов, Яхвист был создан в Иудейском царстве в VIII—VII веках до н. э. Книга Исход включает сравнительно немного материала Яхвиста.
Местом создания Элохиста библеисты считают северное Израильское царство. Время создания Элохиста относят к VIII веку до н. э. Существенная часть материала, связанная с явлением Яхве Моисею, десятью казнями и эпизод с созданием золотого тельца, принадлежат Элохисту.
Создание жреческого кодекса датируют в промежутке между VIII и VI веками до н. э. В центре внимания жреческого кодекса ритуальная практика и роль священников. Инструкции по созданию скинии и описание её создания принадлежат жреческому кодексу.
Время объединения источников в единый текст оценивается в диапазоне от VII до IV веков до н. э. Разные исследователи считали наиболее вероятным временем объединения и конец иудейской монархии, и период вавилонского плена, и послепленовый период.
Дискуссии о степени достоверности событий, описанных в книге Исход, имеют давнюю историю. Предпринимались многочисленные попытки обосновать историчность основных событий предания об исходе. В противоположность такому подходу часть исследователей полагает, что попытки установления историчности событий исхода безосновательны, так как повествование об исходе имеет богословское и символическое значение, а не историческое.
Исследователи Библии обращают внимание на ряд параллелей между эпизодами предания об исходе и другими литературными памятниками древнего Ближнего Востока. Такие параллели могут указывать на общие традиции или заимствования. Так, история о спасении Моисея в тростниковой корзине частично совпадает с более древней легендой о происхождении царя Саргона; свод законов завета (Исх. 21—24) по содержанию имеет заметное сходство со «Сводом законов Хаммурапи»; история о бегстве Моисея к мадианитянам после убийства египтянина, по мнению некоторых ученых, имеет параллели с египетским «Сказанием о Синухе».